# Принстон (Висконсин)
Принстон (енгл. Princeton) град је у америчкој савезној држави Висконсин.

## Демографија
По попису из 2010. године број становника је 1.214, што је 290 (-19,3%) становника мање него 2000. године.
| Група             | 2000.         | 2010.         |
| Белци             | 1.476 (98,1%) | 1.167 (96,1%) |
| Афроамериканци    | 7 (0,5%)      | 12 (1,0%)     |
| Азијати           | 0 (0,0%)      | 5 (0,4%)      |
| Хиспаноамериканци | 12 (0,8%)     | 18 (1,5%)     |
| Укупно            | 1.504         | 1.214         |